# Китанемук
Китанемуци су северноамерички староседелачки народ који припада јутоастечкој породици народа. Њихова традиционална територија се налази на планинском венцу Техачапи и у долини Антилоп на западу пустиње Мохаве у америчкој држави Калифоринији. Данас је један број Китанемука регистрован у федерално признатом „Тејхон индијанском племену Калифорније” (коме припада један број Китанемука, Јоката и Шумаша).

## Језик
Китанемучки језик је изумрли језик, који припада јутоастечкој породици језика и вероватно је најближи такичкој групи шошонске дивизије, а нарочито језицима серанске подгрупе серанском и тонгванском језику. Алис Андертон је 1988. реконструисала језик на основу белешки Џона П. Харингтона.

## Становништво
Постоје значајне разлике по питању процењене популације Китанемука пре контакта са Европљанима. Према процени Алфреда Кроубера популација Китанемука пре контакта била је 1.770, а укупна популација Китанемука, Сераноа и Татавиама 3.500. Док је према процени Томаса Блекбурна и Лоуела Џона Бина популација Китанемука пре контакта бројала 500-1.000.
Укупна популација Китанемука, Сераноа и Татавиама је према Кроуберу 1910. била само 150.

## Историја
Први Европљанин који је 1769. успоставио контакт са Китанемуцима био је фрањевачки мисионар Франсиско Гарсес. Један број Китанемука је након контакта смештен на католичке мисије, као што су „Мисија Сан Фернандо Реј де Еспања” у долини Сан Фернандо и „Мисија Сан Габриел Арканхел” у долини Сан Габријел. Због чега их често убрајају у „Индијанце са мисија”.
Након контакта са Европљанима међу Китанемуцима су се прошириле (европске) заразне болести на које они нису имали имунитет. Једна од великих епидемија је била епидемија малих богиња која је избила 1840.
Део Китанемука је 1853. насељен на Индијански резерват Себастијан (или Индијански резерват Тејхон, који је био под заштитом америчке војске из Форт Тејхона), а 1864. након укидања првог резервата већина их је пребачена на Резерват Тули Рив`р. Неколико деценија касније 1917. део их је живео на Ранчу Тејхон, који се налази на територији укинутог Индијанског резервата Тејхон, а део на резервату Тули Рив`р, у округу Тулери у Калифорнији.